# Shadows (1916)
Shadows é um curta-metragem filme mudo em preto e branco produzido nos Estados Unidos, dirigido por B. Reeves Eason e lançado em 1916.